# Pelmeni

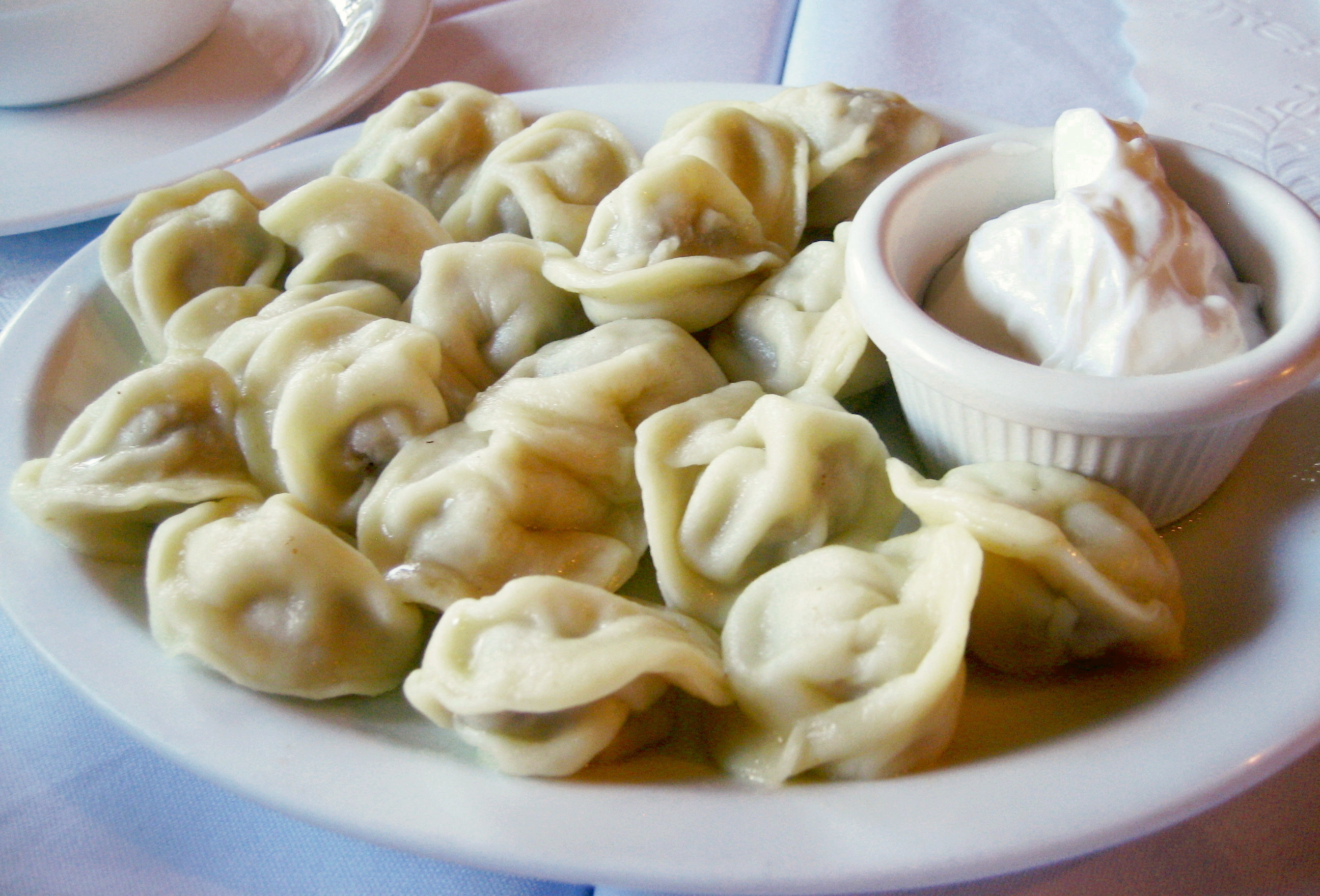
Pelmeni

Pelmeni (în rusă пельмени, singular pel'men`, пельмень; în belarusă пяльмені; în limba tătară pilmän(när)/пилмән(нәр)) sunt un tip de mâncare tradițional din estul Europei (în special în Rusia) – paste făinoase umplute cu mai multe tipuri de carne amestecată (carne de porc, miel, vită etc.) aceste umpluturi sunt împăturite într-o foaie subțire de aluat (compus din făină și ouă și în anumite cazuri cu adaos de lapte și apă). Amestecul de diferite tipuri de carne este o uzanță des întâlnită. Rețeta tradițională din Urali folosește 45% carne de vită, 35% de miel și 20% de porc pentru umplutură. Deseori sunt amestecate cu alte ingrediente cum ar fi: piper, ceapă sau usturoi.
Pelmenii pot fi conservați sau congelați. De obicei se fierb în apă până când încep să plutească la suprafață după care se mai lasă la fiert încă 2-5 minute și se servesc cu unt și/sau creme sau sosuri cu gust acrișor (cele cu oțet sunt foarte răspândite). Alte rețete indică prăjirea pelmenilor după fierbere până se obține o culoare maroniu aurie.
Pelmenii aparțin familiei de paste făinoase umplute. Sunt asemănați cu vareniki - un tip de paste umplute tipic Ucrainei, cu umpluturi pe bază de cartofi și brânză moale proaspătă. Pelemnii sunt asemănători și cu potstickers chinezești. Diferența între pelmeni și celelalte paste umplute stă în forma și mărimea lor - pelmenul tipic e aproximativ de formă sferică cu un diametru de 2-3 cm, iar celelalte tipuri de paste umplute sunt de obicei alungite și puțin mai late.
Pelmeni congelați se găsesc peste tot acolo unde există comunități de origine rusă. Fiecare pelmeni are o greutate în jur de 15 grame și sunt asemănători cu tortellonii puțin mai mari; acesta este și motivul pentru care în producția industrială se utilizează mașini pentru paste făinoase de producție italiană cum ar fi: Arienti & Cattaneo, Ima, Ostoni, Zamboni, etc.